# Metopidiothrix tamborana
Metopidiothrix tamborana är en mångfotingart som beskrevs av Jean-Paul Mauriès 1988. Metopidiothrix tamborana ingår i släktet Metopidiothrix och familjen Metopidiotrichidae. Inga underarter finns listade i Catalogue of Life.